# Nutshell Studies of Unexplained Death

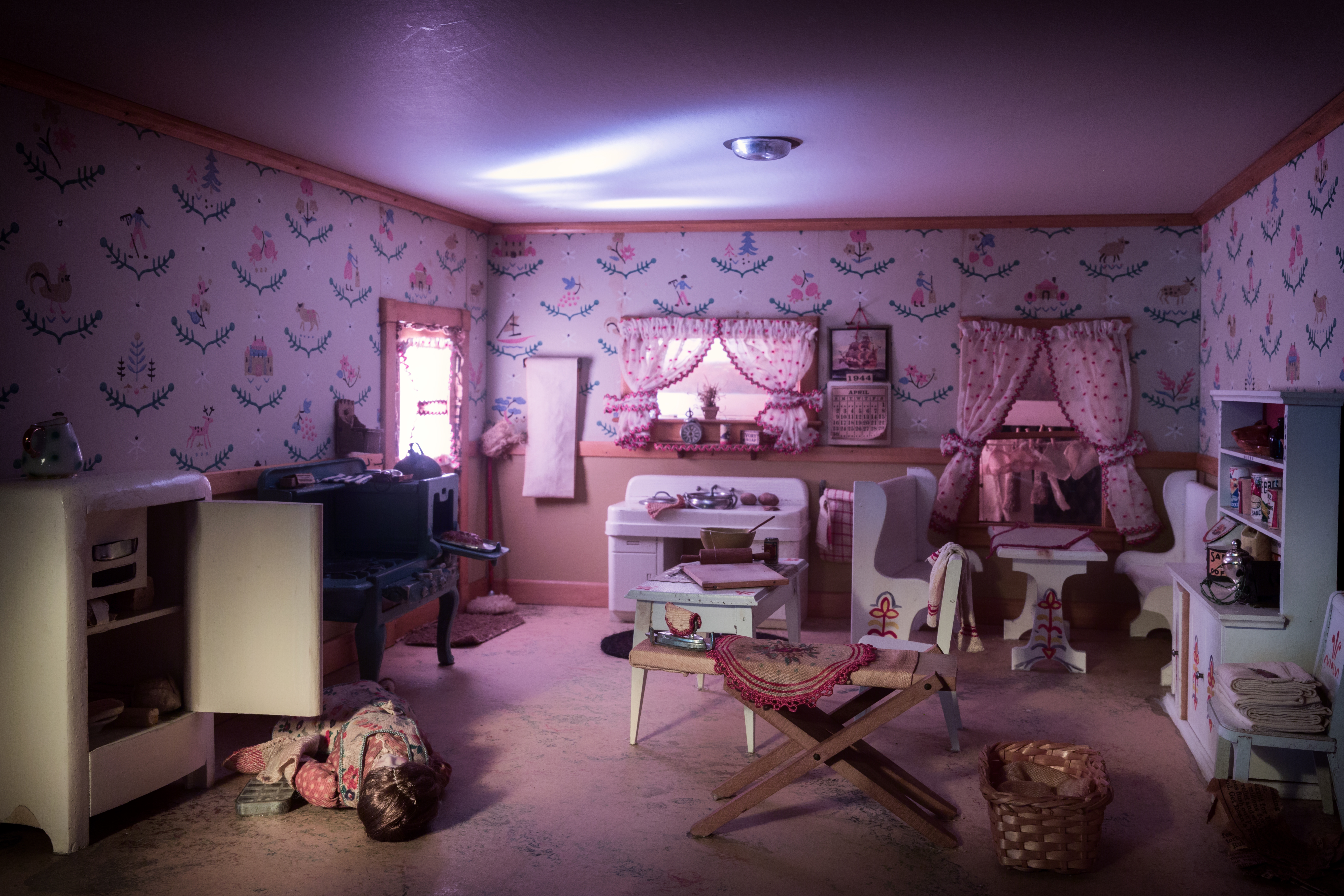
Nutshell Studies of Unexplained Death : Kitchen (La Cuisine)

Les Nutshell Studies of Unexplained Death (Études réduites de morts inexpliquées) sont une série de dix-neuf dioramas complexes, réalisés en modèle réduit par Frances Glessner Lee (1878–1962), une pionnière dans le domaine de la médecine légale.
Les Nutshell studies sont des représentations détailles de scènes de crime fondées sur de véritables affaires judiciaires, créées par Glessner Lee à l'échelle anglaise 1 pouce : 1 pied (1:12),,. Le nom des études vient de l'expression anglaise « in a nutshell » (« en résumé », pouvant évoquer, au sens figuré, quelque chose de condensé, de réduit), car l'objectif d'une enquête médico-légale est « en résumé, de condamner les coupables, de blanchir les innocents, et de trouver les preuves »,.

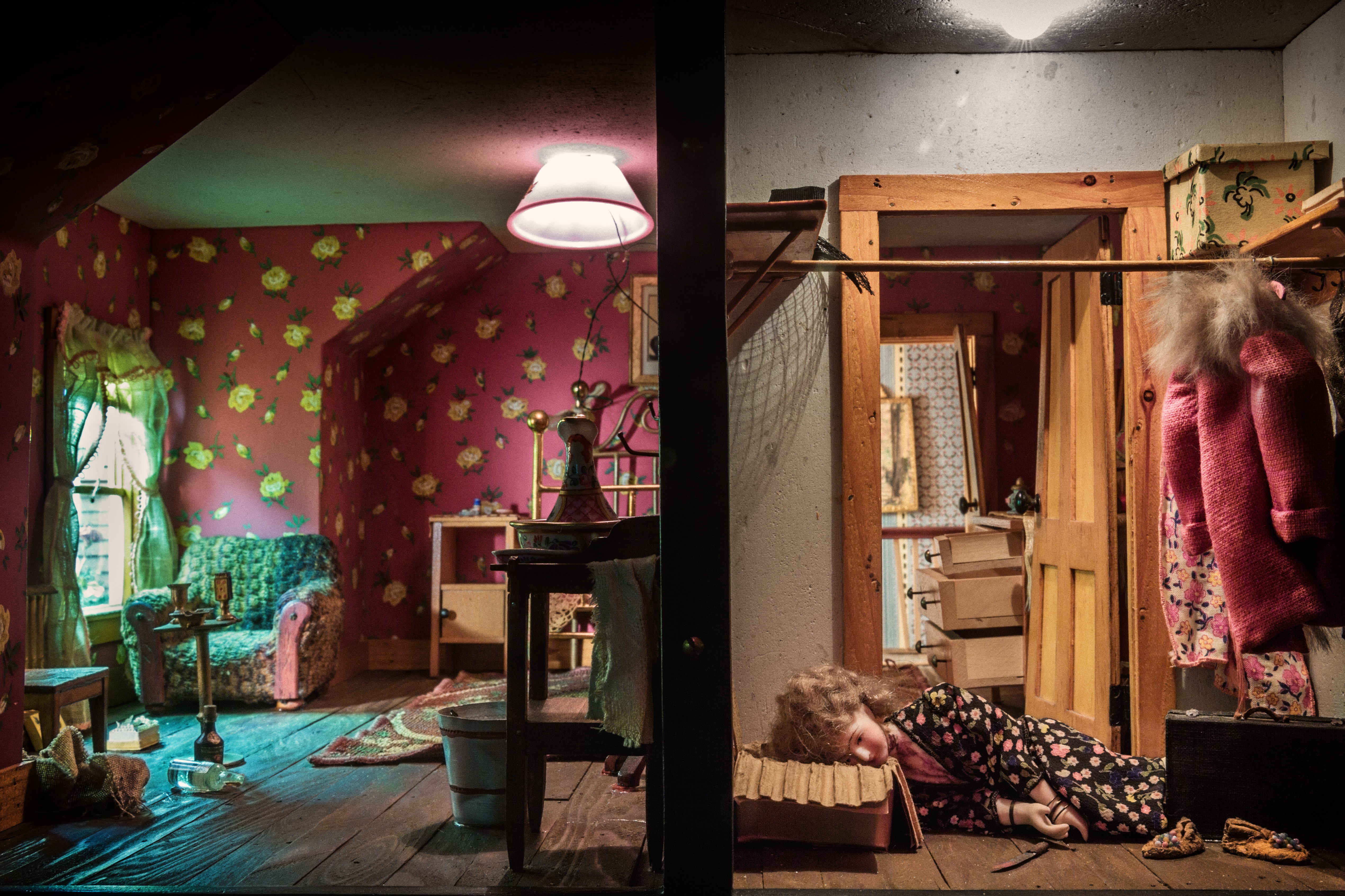
Nutshell Studies of Unexplained Death : Red Bedroom (La chambre rouge)

Le coût de réalisation de chaque diorama est estimé ente 3 000 et 4 500 dollars américains. Glessner Lee participa à des autopsies pour s'assurer du réalisme de ses créations, et accorda une extrême attention à chaque détail, en réalisant, par exemple, des fenêtres miniatures pouvant s'ouvrir et se fermer, ou en portant des vêtements démodés pour obtenir un tissu suffisamment usé. Les dioramas montrent, dans bien des cas, des lieux sordides et en désordre, très éloignés du milieu social de Glessner Lee. Parmi les victimes, on retrouve des prostituées et des victimes de violence conjugale,,.
Les étudiants en médecine légale étaient incités à étudier les scènes méthodiquement, en les observant dans le sens des aiguilles d'une montre, et à tirer des conclusions à partir des preuves visuelles,. Lors de conférences, Glessner Lee proposait à des enquêteurs éminents d'observer chaque diorama pendant 90 minutes.
Glessner Lee employa son héritage à l'établissement d'un département de médecine légale à la Harvard Medical School en 1936, et fit don des premières études en 1946 pour servir de support aux conférences sur l'investigation des scènes de crimes. En 1966, le département fut supprimé, et les dioramas furent envoyés au Maryland Medical Examiner's Office dans l'état de Baltimore, Maryland, où ils sont actuellement en prêt permanent et toujours utilisés pour des séminaires,.

## Liste des dioramas
- Attic (24 décembre 1946)
- Barn (15 juillet 1939)
- Blue Bedroom (3 novembre 1943)
- Burned Cabin (15 août 1943)
- Dark Bathroom (novembre 1896)
- Garage (7 janvier 1946)
- Kitchen (12 avril 1944)
- Living Room (22 mai 1941)
- Log Cabin (22 octobre 1942)
- Parsonage Parlor (23 août 1946)
- Pink Bathroom (31 mars 1942)
- Red Bedroom (29 juin 1944)
- Saloon & Jail (12 novembre 1944)
- Sitting Room & Woodshed (25 octobre 1947)[9]
- Striped Bedroom (29 avril 1940)
- Three-Room Dwelling (1er novembre 1937)
- Two-Story Porch (5 avril 1948)
- Unpapered Bedroom (4 juin 1949)
- Woodman's Shack (8 février 1945)

## Exposition
Un ensemble complet de dioramas fut exposé à la Renwick Gallery du Smithsonian American Art Museum de Washington DC., du 20 octobre 2017 au 28 janvier 2018.

## Dans la culture populaire
- Les dioramas ont inspiré les scénaristes des Experts dans leur création du Tueur aux maquettes, un tueur en série qui laisse des maisons de poupées miniatures derrière chaque scène de crime[3].
- Le best-seller de Corinne Botz , The Nutshell Studies of Unexplained Death (Monacelli Press, 2004) examine la vie de Glessner Lee et propose un grand nombre de photographies des dioramas.
- Le documentaire de Susan Marks Of Dolls and Murder montre comment les dioramas sont toujours utilisés à des fins d'entraînement par le Baltimore Police Department[3].